# Persone di nome Francesco/Medici
| Questa pagina contiene informazioni ricavate automaticamente dalle voci biografiche con l'ausilio del template Bio e di un bot. L'aggiornamento è periodico e automatico e ricostruisce completamente la pagina. Se manca una persona in questa lista, sei pregato di non aggiungerla, ma accertati piuttosto che la sua voce biografica contenga il template Bio e che i dati anagrafici siano correttamente compilati. Se il template Bio manca, inseriscilo tu stesso o, in alternativa, metti l'avviso {{tmp\|Bio}} che ne segnala la mancanza. Se i dati riportati sono sbagliati, correggi direttamente la voce biografica; le modifiche saranno visibili in questa lista entro pochi giorni. Per chiarimenti vedi il progetto antroponimi. La lista contiene solo le 57 persone che sono citate nell'enciclopedia e per le quali è stato implementato correttamente il template Bio. Pagina aggiornata al 22 giu 2025. |

Questa è una lista di persone presenti nell'enciclopedia che hanno il nome Francesco e sono medici.

## A(5)
- Francesco Aglietti, medico e letterato italiano (Brescia, n. 1757 - Venezia, † 1836)
- Francesco Aloisio, medico e politico italiano (L'Aquila, n. 1947)
- Niccolò Andria, medico e filosofo italiano (Massafra, n. 1747 - Napoli, † 1814)
- Francesco Antommarchi, medico francese (Morsiglia, n. 1780 - Santiago di Cuba, † 1838)
- Francesco Asdrubali, medico e chirurgo italiano (Loreto, n. 1756 - Roma, † 1832)

## B(7)
- Francesco Baglietto, medico e botanico italiano (Voltri, n. 1826 - Genova, † 1916)
- Francesco Barbaccia, medico e politico italiano (Godrano, n. 1922 - Palermo, † 2010)
- Francesco Basile, medico italiano (Catania, n. 1955)
- Francesco Bertoldi, medico italiano (Esfahan, n. 1737 - † 1800)
- Francesco Boncinelli, medico e poeta italiano (Firenze, n. 1837 - Firenze, † 1917)
- Francesco Saverio Briganti, medico e naturalista italiano (Napoli, n. 1802 - Napoli, † 1865)
- Francesco Buonamici, medico, filosofo e scrittore italiano (Firenze, n. 1533 - Orticaia, † 1603)

## C(9)
- Francesco Caiani, medico italiano (Montevarchi - Firenze)
- Francesco Calabrò, medico italiano (Reggio Calabria, n. 1776 - Reggio Calabria, † 1859)
- Francesco Bernardino Caldogno, medico, letterato e scacchista italiano (Vicenza, n. 1497)
- Francesco Canaveri, medico e anatomista italiano (Mondovì, n. 1753 - Torino, † 1836)
- Francesco Canova, medico e missionario italiano (Schio, n. 1908 - Padova, † 1998)
- Francesco Cibarelli, medico, militare e pedagogista italiano (Muro Lucano, n. 1890 - Napoli, † 1963)
- Francesco Colzi, medico e chirurgo italiano (Monsummano, n. 1855 - Firenze, † 1903)
- Francesco Conconi, medico italiano (Como, n. 1935)
- Francesco Cortese, medico italiano (n. 1802 - Treviso, † 1883)

## D(2)
- Francesco Saverio da Camino, medico, chirurgo e patriota italiano (San Cassiano del Meschio, n. 1786 - San Vito al Tagliamento, † 1864)
- Francesco Paolo Nicola de Leon, medico, politico e storico italiano (Barletta, n. 1734 - Barletta, † 1809)

## F(8)
- Francesco Facchini, medico, botanico e naturalista italiano (Forno, n. 1788 - Vigo di Fassa, † 1852)
- Francesco Federico Falco, medico italiano (Penne, n. 1866 - Livorno, † 1944)
- Francesco Luigi Fanzago, medico italiano (Padova, n. 1764 - Padova, † 1836)
- Francesco Fanzago, medico e politico italiano (Padova, n. 1846 - Maser, † 1904)
- Francesco Maria Fiorentini, medico, letterato e storico italiano (Lucca, n. 1603 - Lucca, † 1673)
- Francesco Frapolli, medico italiano (n. 1738 - Milano, † 1773)
- Francesco Frigimelica, medico italiano (Padova, n. 1490 - Padova, † 1558)
- Francesco Fusconi, medico italiano (Norcia - Roma, † 1553)

## G(2)
- Francesco Maria Galli da Bibbiena, medico e anatomista italiano (Bologna, n. 1720 - † 1774)
- Francesco Gera, medico e agronomo italiano (Conegliano, n. 1803 - Conegliano, † 1867)

## L(1)
- Francesco La Cava, medico e letterato italiano (Careri, n. 1877 - Roma, † 1958)

## M(5)
- Francesco Maione, medico e politico italiano (Pozzuoli, n. 1963)
- Francesco Antonio Manzoli, medico e anatomista italiano (Pescara, n. 1938 - Bologna, † 2015)
- Francesco Minà Palumbo, medico, naturalista e illustratore italiano (Castelbuono, n. 1814 - Castelbuono, † 1899)
- Francesco Mondini, medico e anatomista italiano (Bologna, n. 1786 - Bologna, † 1844)
- Francesco Saverio Mosso, medico e politico italiano (Camogli, n. 1869 - Genova, † 1946)

## N(1)
- Francesco Maria Nigrisoli, medico italiano (Ferrara, n. 1648 - Ferrara, † 1727)

## P(5)
- Francesco Pardi, medico e politico italiano (Mérida, n. 1869 - Pisa, † 1942)
- Francesco Parona, medico e politico italiano (Lodi, n. 1842 - Gozzano, † 1907)
- Francesco Petronio, medico e politico italiano (Castelforte, n. 1840 - Napoli, † 1895)
- Francesco Pezza, medico e storico italiano (Mortara, n. 1873 - Mortara, † 1956)
- Francesco Pona, medico, filosofo e scrittore italiano (Verona, n. 1595 - Verona, † 1655)

## R(5)
- Francesco Racanelli, medico italiano (Sannicandro di Bari, n. 1904 - Firenze, † 1978)
- Francesco Redi, medico e naturalista italiano (Arezzo, n. 1626 - Pisa, † 1697)
- Francesco Rizzoli, medico, chirurgo e politico italiano (Milano, n. 1809 - Bologna, † 1880)
- Francesco Romani, medico italiano (Vasto, n. 1785 - Napoli, † 1852)
- Francesco Roncati, medico italiano (Spilamberto, n. 1832 - † 1906)

## S(5)
- Francesco Safina, medico italiano (Castellammare del Golfo, n. 1900 - † 1987)
- Francesco Serao, medico, fisico e geologo italiano (San Cipriano d'Aversa, n. 1702 - Napoli, † 1783)
- Francesco Severi da Argenta, medico e poeta italiano (Argenta - Ferrara, † 1570)
- Francesco Paolo Sgobbo, medico e politico italiano (Ariano, n. 1860 - Napoli)
- Francesco Spirito, medico italiano (Napoli, n. 1885 - Napoli, † 1962)

## T(1)
- Francesco Torti, medico e anatomista italiano (Modena, n. 1658 - Modena, † 1741)

## V(1)
- Francesco Saverio Verson, medico italiano (Trieste, n. 1804 - Padova, † 1849)